# Пинова вила
Пинова вила саграђена је 1894. године у време најживље и најзначајније градитељске активности у Великом Бечкереку. Подигао ју је Леон Штегервалд а две године потом купио Ференц Данијел у чијем је власништву била до 1919. године. Паја Пин, геометар по струци, постао је 1928. године њен шести по реду власник. Иако је вила од 1943. када су Немци иселили Пинове, остала је упамћена као њихово власништво. Сматра се да је ово први објекат у Зрењанину са централним грејањем.

## Архитекта
Планове за изградњу Пинове виле потписао је угледни пештански архитекта Ласло Ђалуш који је био ученик Фриђеша Шулека, потом предавач на будимпештанској Мађарској краљевској школи примењених уметности. Запамћен је као плодан градитељ монументалних јавних објеката, али и грађевина сакралне архитектуре. Пинова вила је његово једино градитељско остварење у Великом Бечкереку.

## Архитектура
Пинова вила своје праузоре налази у градитељству средњег века. Иако аутохтоне инспирације у оквиру градитељске баштине Зрењанина, она по својим стилским карактеристикама никако није усамљеник у времену у ком је настала.
Замишљена је као једноспратан објекат веома разуђене основе. Конципирана је као угаона слободностојећа грађевина, увучена у односу на регулациону линију двеју улица: Улице Иве Лоле Рибара и Јована Цвијића. Пресецањем магистрале осамдесетих година парцела се нашла на раскрсници трију улица.
Угао улица наглашен је полукружним угаоним испустом у виду куле са купастим кровом благо закривљене стрехе. На тамбуру куполе налазе се концентрично распоређени мали четвртасти прозорски отвори. Главни улаз се налази из Улице Јована Цвијића. Фасада је целом дужином хоризонтално подељена кордонским венцем на приземље и спрат. У приземљу и на спрату се налазе једноставни правоугаони прозорски отвори уз оне који се завршавају готичким елементом у виду благо преломљеног лука. Фасада је решена асиметрично.
Фасада према Улици Иве Лоле Рибара је најбогатије украшена. Леви крак фасаде завршава се декоративним степеничастим забатом који подсећа на архитектонске елементе касне готике. У приземљу се налазе два прозора у виду бифора са мермерним стубићем у средини који се не протеже целом висином прозора, а на спрату је тераса са два правоугаона прозорска отвора и вратима у средини. Фронтална страна терасе је имала ограду у виду балустраде, а бочни су у форми парапетног зида који се до данас сачувао. У средишњој зони спрата налази се еркер који се завршава троугластим забатом. Поткровни венац носи фриз једноставно профилисаних конзолица који се протеже и по зиду испод тамбура угаоне куле. Кровне масе су разуђене, са кровним баџама које имају завршетке у облику пирамиде, а првобитно је била ограђена ниским зидом од клинкер опеке која је носила ограду од кованог гвожђа.

## Вила данас
Вила је данас напуштена и налази се у критичном стању. Након пробијања магистрале осамдесетих година 20. века, туберкулозна амбуланта се иселила из објекта. Почетком 21. века група уметника га је у жељи да укаже на пропадање овог и многих других објеката у Зрењанину прогласила за „Музеј деструкције”. Ентеријер који је употребљеним материјалима и начином обраде детаља некад говорио о високом друштвеном статусу власника, данас је потпуно руиниран. Раскошно дрвено степениште које је из пространог улазног хола водио на спратни део објекта више не постоји. Паркет је уништен као и остали детаљи ентеријера, међу којима су извесни примерци представљали споменике ондашњем занатству.

## Галерија
- Грб на фасади
- Пинова вила 1939. године
- Лучна капија у дворишту
- Портал
- Северна фасада
- Источна фасада